# NGC 3399
NGC 3399 (również PGC 32395) – galaktyka soczewkowata (S0), znajdująca się w gwiazdozbiorze Lwa. Odkrył ją Albert Marth 1 kwietnia 1864 roku.